# پاکستان در المپیک تابستانی ۲۰۱۶
پاکستان در بازی‌های المپیک تابستانی ۲۰۱۶ در ریو دو ژانیرو برزیل از ۵ تا ۲۱ آگوست ۲۰۱۶ شرکت داشت. این کشور برای هفدهمین بار در المپیک تابستانی ظاهر می‌شد.
این نخستین بار بود که تیم ملی هاکی پاکستان نتوانست علی‌رغم حضور پاکستانی‌ها در المپیک، به مسابقات راه یابد و لذا این دوره پاکستان یکی از کوچک‌ترین کاروان‌هایش را به مسابقات راهی کرد.

## دو و میدانی
پاکستان از جانب اتحادیه بین‌المللی فدراسیون‌های دو و میدانی به ارسال دو ورزشکار (یک مرد و یک زن) به بازی های المپیک دست یافت.
| ورزشکار    | رشته          | مقدماتی | مقدماتی | نیمه نهایی | نیمه نهایی | نهایی | نهایی |
| ورزشکار    | رشته          | زمان    | رتبه    | زمان       | رتبه       | زمان  | رتبه  |
| ---------- | ------------- | ------- | ------- | ---------- | ---------- | ----- | ----- |
| محبوب علی  | مردان ۴۰۰ متر | ۴۸٫۳۷   | ۶       | نرسید      | نرسید      | نرسید | نرسید |
| نجمه پروین | زنان ۲۰۰ متر  | ۲۶٫۱۱   | ۸       | نرسید      | نرسید      | نرسید | نرسید |

## جودو
| ورزشکار      | رشته              | مقدماتی                        | از ۳۲ نفر  | از ۱۶ نفر  | یک چهارم   | نیمه نهایی | شانس مجدد  | نهایی/ ب   | نهایی/ ب |
| ورزشکار      | رشته              | حریف نتیجه                     | حریف نتیجه | حریف نتیجه | حریف نتیجه | حریف نتیجه | حریف نتیجه | حریف نتیجه | رتبه     |
| ------------ | ----------------- | ------------------------------ | ---------- | ---------- | ---------- | ---------- | ---------- | ---------- | -------- |
| شاه حسین شاه | مردان ۱۰۰ کیلوگرم | بلشنکو (UKR) (UKR) · L 000–100 | نرسید      | نرسید      | نرسید      | نرسید      | نرسید      | نرسید      | نرسید    |

## تیراندازی
| ورزشکار         | رشته                         | مقدماتی | مقدماتی | فینال  | فینال |
| ورزشکار         | رشته                         | امتیاز  | رتبه    | امتیاز | رتبه  |
| --------------- | ---------------------------- | ------- | ------- | ------ | ----- |
| غلام مصطفی بشیر | Men's 25 m rapid fire pistol | ۵۷۱     | ۱۸      | نرسید  | نرسید |
| مینهال سهیل     | Women's 10 m air rifle       | ۴۱۳٫۲   | ۲۸      | نرسید  | نرسید |

## شنا
دو نفر در شنا (یک زن و یک مرد) برای پاکستان به میدان رفتند.
| ورزشکار    | رویداد           | گرما    | گرما | نیمه نهایی | نیمه نهایی | نهایی | نهایی |
| ورزشکار    | رویداد           | زمان    | رتبه | زمان       | رتبه       | زمان  | رتبه  |
| ---------- | ---------------- | ------- | ---- | ---------- | ---------- | ----- | ----- |
| حریس بنده  | مردان ۴۰۰ م آزاد | ۴:۳۳٫۱۳ | ۵۰   | نرسید      | نرسید      | نرسید | نرسید |
| لیانا سوان | زنان ۵۰ متر آزاد | ۲۹٫۰۲   | ۶۴   | نرسید      | نرسید      | نرسید | نرسید |